# ラチブシュ郡
ラチブシュ郡（Racibórz County (ポーランド語: powiat raciborski)）は、南ポーランドのシロンスク県にある、チェコとの国境がある地方自治体。1998年のLocal Government Reorganizationの結果、1999年1月1日に誕生した。郡都で最大の町はラチブシュでありカトヴィツェの西58kmに位置する。ラチブシュ郡にはラチブシュの他に2つの町が存在する。
郡は543.98km2の面積がある。2006年の統計で、郡全体の人口が111,505人である。

## 近隣の郡
西部はグウブジツェ郡、北部はケンジェジン・コジレ郡、北西部はグリヴィツェ郡、東部はリブニク市とルィブニク郡、ヴォジスワフ郡に接している。また、南部はチェコとの国境となっている。

## 下位自治体
郡は8つの下位自治体（グミナ）に分割される。（1つの都市、2つの田園都市、5つの田舎）なお、人口順に並べてある。
| 名称                       | 種類     | 面積（km2） | 人口（2006年） | 中心地             |
| -------------------------- | -------- | ----------- | -------------- | ------------------ |
| ラチブシュ                 | 都市     | 75.0        | 57,352         |                    |
| Gmina Kuźnia Raciborska    | 田園都市 | 126.8       | 12,165         | Kuźnia Raciborska  |
| グミナ・クジジャノヴィツェ | 田舎     | 69.7        | 11,492         | クジジャノヴィツェ |
| グミナ・ネンザ             | 田舎     | 57.1        | 7,195          | ネンザ             |
| Gmina Pietrowice Wielkie   | 田舎     | 68.1        | 7,185          | Pietrowice Wielkie |
| グミナ・クジャノヴィツェ   | 田園都市 | 47.1        | 6,082          | クジャノヴィツェ   |
| グミナ・ルドニク           | 田舎     | 73.9        | 5,266          | ルドニク           |
| グミナ・コルノヴァツ       | 田舎     | 26.3        | 4,768          | コルノヴァツ       |